# Garcia Bifa Bideta
Garcia Bifa Bideta (Nhacra, região de Oio, 16 de abril de 1983) é um político guineense, secretário de Estado do Ensino Superior e Investigação Científica, no executivo liderado por Nuno Nabiam.

## Biografia
Fez a licenciatura em ciências de educação na Universidade Lusófona da Guiné (ULG), entre 2004 e 2010. Fez o mestrado em sociologia pela Universidade do Porto, especializando-se em políticas educativas para a Guiné-Bissau. É docente na Universidade Lusófona da Guiné, na Escola Nacional de Administração e na Universidade Jean Piaget da Guiné-Bissau.
De 2017 a 2019 foi diretor do Serviço da Divisão da Política da Educação e Formação no Instituto Nacional para o Desenvolvimento da Educação (INDE). Foi também Coordenador Pedagógico de Harmonização dos Programas do Ensino Secundário entre 2016 e 2019.
É dirigente de APU-PDGB.